# Marian Radke-Yarrow
Marian Jeanette Radke-Yarrow (* 2. März 1918 in Horicon, Wisconsin; † 19. Mai 2007 in Bethesda, Maryland) war eine bekannte US-amerikanische Psychologin, die in Langzeitstudien insbesondere die emotionale Entwicklung von Kindern auf dem Hintergrund ihres jeweiligen sozialen und familiären Umfelds erforschte.

## Biographie
Nach dem Schulabschluss studierte Marian Radke-Yarrow Psychologie an der University of Wisconsin. Sie schloss ihr Studium im Jahre 1939 mit dem B.A. (Bachelor) ab und erlangte an der University of Minnesota im Jahre 1944 ihren Doktor (Ph.D.) in diesem Fachgebiet.
Im Anschluss daran lehrte sie Psychologie am Massachusetts Institute of Technology (Technische Hochschule Massachusetts), einer privaten Universität in Cambridge, dann am Queens College, City University of New York und der University of Denver, arbeitete zeitweise auch als psychologische Ratgeberin für die US Army.
Am Anfang ihrer Karriere nahm sie am so genannten Philadelphia Early Childhood Project teil – durchgeführt von den Schulbehörden und verschiedenen Forschungsinstituten mit dem Ziel rassistisch oder religiös bedingten Vorurteilen bei Schulkindern frühzeitig zu erkennen und zu begegnen. Diese Studie/Untersuchung widerlegte u. a. die bis dahin bei Schuloffiziellen vorherrschende Meinung, Kleinkinder seien immun gegenüber Vorurteilen. In ihrem 1952 publizierten (zusammen mit Helen G. Trager verfassten) Buch „They Learn What They Live: Prejudice in Young Children“ („Sie lernen wie sie leben: Vorurteile bei Kleinkindern“) fasste sie die Ergebnisse dieser Studie über 250 Schüler im Alter zwischen 5 und 8 Jahren an öffentlichen Schulen in Philadelphia zusammen. Das Buch wurde im Prozess Brown v. Board of Education (of Topeka, Kansas), in dem es um die Aufhebung der Rassentrennung an öffentlichen Schulen ging, vom Gericht für die Entscheidungsfindung beigezogen.
1953 begann sie am National Institutes of Mental Health zu arbeiten, war von 1974 bis 1995 Leiterin des hier angegliederten Laboratoriums für Entwicklungspsychologie (Developmental psychology laboratory at the National Institute of Mental Health).
Als Mitglied einer sozialwissenschaftlichen Delegation in die Volksrepublik China im Jahre 1973 hatte sie die Gelegenheit vor Ort zu untersuchen, wie Kinder in einem über einen langen Zeitraum weitgehend abgeschottetem (kommunistischen) Land aufgezogen wurden. Die Eindrücke dieser Reise publizierte Marian Radke-Yarrow 1975 in dem Buch „Childhood in China“ („Kindheit in China“).
In einer – sich über einen Zeitraum von 10 Jahren erstreckenden – Langzeitstudie über Altruismus, die sie in den 80er Jahren (zusammen mit Carolyn Zahn-Waxler) durchführte, fand sie – im Gegensatz zur bis dahin vorherrschenden wissenschaftlichen Meinung – heraus, dass Kinder, bereits ab dem frühen Alter von 12 Monaten, durchaus schon fähig sind, die Situation/Lage in der sich eine andere Person befindet zu erkennen, und hierauf durch Gesten auch reagieren können.
“This is not happenstance. These modes of behavior patterning begin from very early on.” („Das sind keine zufälligen Bewegungen/Gesten. Diese Grundmuster des Verhaltens setzen bereits in sehr frühem Alter ein.“) erläuterte Dr. Radke-Yarrow in einem Interview mit der New York Times im Jahre 1981.
In einer weiteren Langzeitstudie erforschte sie die Auswirkungen des Verhaltens depressiver Mütter auf die emotionale Entwicklung ihrer Kinder. Die Ergebnisse veröffentlichte sie 1998 in dem Buch „Children of Depressed Mothers“.
Das Buch basierte auf der Untersuchung von 98 Familien. 68, der 98 an der Studie teilnehmenden Mütter, litten an Depressionen und auch zahlreiche Väter dieser Kinder – die Studie berücksichtigte diese mit – zeigten dasselbe Grundmuster. Auf dem Hintergrund dieser familiären Situation wurde die emotionale Entwicklung der Kinder von früher Kindheit bis zur Pubertät beobachtet.
In diversen anderen Untersuchungen erforschte Marian Radke-Yarrow den Zusammenhang von guter/richtiger/gesunder Ernährung und emotionaler Entwicklung von Neugeborenen und Kleinkindern.
Sie wurde Präsidentin der angesehenen American Psychological Association (APA), war Mitherausgeberin mehrerer psychologischer Zeitschriften, hielt zahlreiche Vorträge in den Vereinigten Staaten und Europa.
Marian Radke-Yarrow starb am 19. Mai 2007 im Alter von 89 Jahren an Leukämie.

## Privates
Marian Radke (-Yarrow) heiratete im Jahre 1949 Leon J. Yarrow. Leon Yarrow arbeitete für das Federal Security Agency's Children's Bureau und das US-Gesundheitsministerium, bevor er 1965 seine Arbeit am National Institute of Child Health and Human Development in Bethesda aufnahm. Das Paar blieb bis zu Leon Yarrows Tod im Jahre 1982 zusammen. Aus der Ehe ging ein Sohn – Andrew L. Yarrow – hervor.

## Werke (Auswahl)
- The Relation of Parental Authority to Children’s Behavior and Attitudes, 1946
- They Learn What They Live: Prejudice in Young Children (zusammen mit Helen G. Trager), 1952
- Child Rearing: Inquiry Into Research and Methods (zusammen mit John D. Campbell und Roger V. Burton), 1968
- Recollections of Childhood: A Study of the Retrospective Method, 1970
- Human Aging: A Biological and Behavioral Study, 1971
- Childhood in China, 1975
- Development of Antisocial and Prosocial Behavior, 1986
- Risk and Protective Factors in the Development of Psychopathology, 1989
- Children of Depressed Mothers: From Early Childhood to Maturity, 1998

## Auszeichnungen
- G. Stanley Hall Award, die höchste Auszeichnung der American Psychological Association (APA)
- Distinguished Scientific Contributions Award der Society for Research in Child Development